# ورزشگاه اورسته گرانیلو
 ورزشگاه اورسته گرانیلو  (به ایتالیایی: Stadio Oreste Granillo) ورزشگاهی در شهر ریدجو کالابریا در کشور ایتالیا است.
بازی‌های خانگی باشگاه فوتبال رجینا در این ورزشگاه برگزار می‌شود.